# Limnoscelidae
Limnoscelidae é uma família monogenérica de diadectomorfos norte americanos carnívoros com hábitos aquáticos (ou semi-aquáticos) que viveram durante o Carbonífero e o Permiano. O único gênero conhecido de Limnoscelidae, Limnoscelis, possui duas espécies: L. paludis e L. dynatis, sendo a primeira a espécie-tipo. Anteriormente, as espécies Limnostygis relictus, Limnosceloides dunkardensis, Limnosceloides brachycoles, Limnoscelops longifemur e Romeriscus periallus foram consideradas limnoscelídeos, mas estudos posteriores não apoiaram essa conclusão.

## História científica
Limnoscelidae foi nomeada por S. W. Williston em 1911, quando ele descreveu e nomeou Limnoscelis paludis, que foi baseado em dois espécimes quase completos e articulados que ele alegou serem quase idênticos, com diferenças sutis por causa da idade ou fossilização. Na mesma publicação, Williston classificou Limnoscelidae como um grupo dentro de Reptilia.
Posteriormente, em 1946, Alfred Sherwood Romer providenciou uma redescrição de Limnoscelis paludis, fornecendo mais evidências a favor de sua interpretação como um réptil. Na verdade, ele foi mais longe, afirmando que por causa de sua anatomia generalizada, Limnoscelis poderia representar a base de todas as linhagens de descendência reptiliana.
O mesmo autor, em 1952, descreveu Limnosceloides dunkardensis com base em um esqueleto parcial consistindo em partes da coluna, da cintura pélvica, dos membros posteriores e um fragmento de um dente oval. Romer disse que Limnosceloides é indistinguível de Limnoscelis paludis, exceto pelo tamanho, que ele estimou em cerca da metade do tamanho de L. paludis. Romer, então, classificou Limnosceloides como estando dentro de Limnoscelidae, que foi por ele agrupada novamente em Reptilia, mas dessa vez em Cotylosauria.
Em 1965, Lewis & Vaughn descreveram Limnoscelops longifemur, se baseando em dois espécimes. O espécime-tipo consiste em pontas de dentes, um fragmento de mandíbula, vértebras, cintura pélvica parcial, partes da perna e outros fragmentos. O espécime referido se consiste em uma série de 4 vértebras articuladas que representam um indivíduo imaturo. Uma característica notável de Limnoscelops é a combinação de vértebras semelhantes a de limnoscelídeos com um fêmur semelhante ao de captorhinídeos. Embora Diadectomorpha existisse naquela época, Lewis & Vaughn classificaram Limnoscelidae como membros de Captorhinomorpha, mas ainda dentro de Cotylosauria.
Langston (1966) descreveu uma nova espécie de Limnosceloides: L. brachyoles. O que separa L. brachyoles de L. dunkardensis é a robusteza e encurtamento do seu fêmur, descrito como "desajeitadamente construído" por Langston, que manteve a classificação de Lewis & Vaughn acerca dos limnoscelídeos.
No ano seguinte, em 1967, a espécie Limnostygis relictus foi descrita por Carroll, que a considerou o mais antigo limnoscelídeo, datando do Pensilvaniano médio. A classificação de Lewis & Vaughn foi novamente apoiada.
No mesmo ano, Baird & Carroll descreveram Romeriscus periallus, que era ainda mais antigo que Limnostygis, datando do início do Pensilvaniano.
O limnoscelídeo mais recentemente descrito foi Limnoscelis dynatis. É conhecido por um esqueleto quase completo, com as únicas diferenças em relação a Limnoscelis paludis sendo cranianas. Os autores do artigo que apresentou a descrição de L. dynatis, Berman & Sumida, propuseram que ele é menos derivado que L. paludis. Dessa vez, eles classificaram os limnoscelídeos como diadectomorfos, mas encontraram Diadectomorpha dentro de Amphibia.
Laurin & Reisz, em 1992, revisaram Romeriscus periallus e descobriram que ele não era um limnoscelídeo, mas sim um Tetrapoda incertae sedis.
Em 2002, Natalia Wideman revisou Limnoscelidae e propôs que todos os membros da família, exceto o Limnoscelis, eram nomina dubia.